# Bulagor
Bulagor is een bestuurslaag in het regentschap Pandeglang van de provincie Banten, Indonesië. Bulagor telt 2676 inwoners (volkstelling 2010).